# يورو إنترناشيونال
يورو انترناشيونال هي منظمة سباقات (والتي تشمل العديد من الأقسام منها القسم الإيطالي يورونترناشيونال سرل والقسم الأمريكي يورونترناشيونال إنك.) وتلك المنظمة يملكها أنطونيو فيراري، حفيد انزو فيراري، المعروف سابقا باسم يوروموتورسبورت.

## التاريخ
كان الفريق معروفًا في الأصل باسم يوروموتورسبورت، وقد ظهر لأول مرة في CART في عام 1989 مع جان بيير فراي في فينكس. بعد أن عجز فراي عن إكمال برنامج التوجيه المبتدئ في USAC في إنديانابوليس، وقع الفريق مع ديفي جونز، الذي تأهل لـ بطولة انديانا بولس 500 وانتهى في المركز السابع في ظهوره الوحيد للفريق في ذلك العام.
وصل الفريق للمنافسة في سباق إندي لبطولة العالم للسيارات، وغالبًا ما شارك بالترويج عددًا من سائقي الدفع الأوروبيين بجذب و إيفاد السائقين المحترفين من 1989 إلى 1994. كان أفضل إنجاز للفريق هو المركز الرابع في 1993 بسباق جائزة ديترويت الكبرى بواسطة أندريا مونتيرميني. حاول الفريق تأهيل سائقيه ل إنديانابوليس 500 عدة مرات، ولكن نجح في ثلاث مرات فقط، وكان هذا النجاح مع المتسابق ديفي جونز في عامي 1989 و 1993 و مايك جروف في عام 1992.
خطط الفريق للدخول جوري نورمينين في موسم سباقات CART1995، لكنهم لم يظهروا في أي من السباقات بحلول هذا الوقت، كان الفريق يتسابق أيضا في سلسلة إمسا وفي ال 24 ساعة من لي مان، يتسابق بسباق فيراري 333SP . خلال عام 1996، تسابق الفريق بسيارة أوسيلا رياضية في إمسا ودخلت 1996 إنديانابوليس 500 باسم أوسيلا الولايات المتحدة الأمريكية، حيث تولى روس ويكس كمنصب السائق. ومع ذلك، لم يظهروا في الحدث بسبب نقص الرعاية.
غير الفريق اسمه إلى يورونترناشيونال في 1997 وانتقل إلى سلسلة إندي كار ايرل وأرسلت سيارة في سباقين ل بيلي رو، بما في ذلك ( إنديانابوليس 1997)500.
ابتعدت يورونترناشيونال بعيدا عن السباق لبضع سنوات قبل أن تعود إلى الظهور في فورمولا رينولات وفورمولا بي ام دبليو أمريكا. ترددت شائعات عن عودة الفريق إلى بطولة السيارات في عام 2006 لكن الفريق لم يوفق ويؤت ثماره أبدا.
في عام 2007، أعلن الفريق أنه اشترى أصول آلان سيوتو ريسينغ وكان يستعد للمنافسة في عام 2008 بطولة سباقات كار أتلانتيك مع السائق الإيطالي إدواردو بيسكوبو. مع بداية الموسم، أرسل الفريق سيارتين لـ دانيال مراد ولويس شيافو بدلا من واحد فقط لبيسكوبو.
في عام 2008 بدأ الفريق أيضا في إرسال فرق إلى دوري الفورمولا الممتاز إلى سي اس كورنثوس و أتلتيكو مدريد والتي يقودها أنطونيو بيتزونيا وآندي سوسيك.
لم يستمروا في بطولة الأطلسي أو دوري الفورمولا الممتاز في عام 2009.

## قائمة السائقين
بدأ السائقون التالون بداية سباق واحد على الأقل في سيارات يوروموتورسبورت:
- جيف أندريتي (1994)
- سكوت أتشيسون (1989)
- توني بيتنهاوزن الابن (1990)
- ستيف تشاسي (1992)
- أندريا كييزا (1993)
- جويدو داتشو (1989–1990، 1992)
- كريستيان دانر (1992–1993)
- فرانك فريون (1994)
- جان بيير فراي (1989)
- مايك غروف (1990–1992)
- روبرتو غيريرو (1991)
- ديفي جونز (1989، 1993)
- ديفيد كودريف (1993)
- غوفي مارسيلو (1992)
- أندريا مونتيرميني (1993)
- نيكولا ماروزو (1991–1992)
- تيرو بالمروث (1989، 1992)
- فينيسيو سالمي (1992)
- فرانكو سكابيني (1991)
- جورج سنايدر (1992)
- جيف وود (1991–1994)
- أليساندرو زامبدري (1994)

## النتائج

### استكمال نتائج دوري سباق إندي
(مفتاح)
| السنة     | الشاسيه  | المحرك              | السائقين | لا. | 1   | 2   | 3   | 4   | 5    | 6    | 7    | 8   | 9   | 10  |
| --------- | -------- | ------------------- | -------- | --- | --- | --- | --- | --- | ---- | ---- | ---- | --- | --- | --- |
| 1996–1997 |          |                     |          |     | NHA | LSV | WDW | PHX | INDY | TXS  | PPIR | CLT | NHA | LSV |
| 1996–1997 | دالارا 7 | اولدزموبيل أورورا 8 | بيلي رو  | 50  |     |     |     | 15  | 22   | with |      |     |     |     |

### استكمال نتائج بطولة الأطلسي
(مفتاح)
| السنة | سيارة               | السائقين    | لا. | 1   | 2       | 3       | 4    | 5    | 6       | 7    | 8   | 9        | 10   | 11  |    | النقاط |
| ----- | ------------------- | ----------- | --- | --- | ------- | ------- | ---- | ---- | ------- | ---- | --- | -------- | ---- | --- | -- | ------ |
| 2008  | سويفت-مازدا كوزوورث |             |     | LBH | LAG     | MTT     | EDM1 | EDM2 | ROA1    | ROA2 | TRR | نيوجيرسي | يوتا | أتل |    |        |
| 2008  | سويفت-مازدا كوزوورث | لويس شيافو  | 46  | 18  | retired | DNS     | 16   | 14   | 10      | 12   | 16  |          |      | 7   | 20 | 60     |
| 2008  | سويفت-مازدا كوزوورث | دانيال مراد | 70  | 6   | 9       | retired | 11   | 8    | retired | 9    | 6   |          |      |     | 12 | 95     |

### دوري الفورملا الممتاز
| السنة | سيارة         | الفرق         | سباقات | يفوز | أعمدة | لفات سريعة | النقاط | تي سي. |
| ----- | ------------- | ------------- | ------ | ---- | ----- | ---------- | ------ | ------ |
| 2008  | بانوز- مينارد | كورنثوس       | 12     | 0    | 0     | 1          | 264    | 9      |
| 2008  | بانوز- مينارد | أتلتيكو مدريد | 9      | 0    | 0     | 3          | 132    | 18     |

## روابط خارجية
- الموقع الرسمي